# Nordvest-Spitsbergen-Nationalpark
Der Nordvest-Spitsbergen-Nationalpark (norwegisch Nordvest-Spitsbergen nasjonalpark) ist ein 9.914 km² großer Nationalpark im norwegischen Archipel Spitzbergen. Er umfasst Gebiete im Nordwesten der Insel Spitzbergen  (Albert-I-Land und Haakon-VII-Land) sowie vorgelagerte Inseln wie Danskøya, Amsterdamøya, die Nordvestøyane und Moffen. Insgesamt gehören 3.684 km² Festland und 6.189 km² Meeresfläche zum Nationalpark, der einer von sieben im Spitzbergen-Archipel ist. Er wurde 1973 gegründet. 
Im Nordvest-Spitsbergen-Nationalpark gibt es eine kontrastreiche Landschaft mit Bergen, Gletschern, Inseln und Buchten. Auch heiße Quellen findet man im Park. Im Nationalpark befinden sich auch die Ruinen der aufgegebenen niederländischen Walfängersiedlung Smeerenburg aus dem 17. Jahrhundert.
An der Westküste in Signehamna am Lilliehöökfjord liegen im Nordvest-Spitsbergen-Nationalpark die ehemaligen deutschen Wetterstationen der Wehrmacht Knospe / Nussbaum, im Norden am Liefdefjord die Wetterstation Kreuzritter.

## Bildergalerie

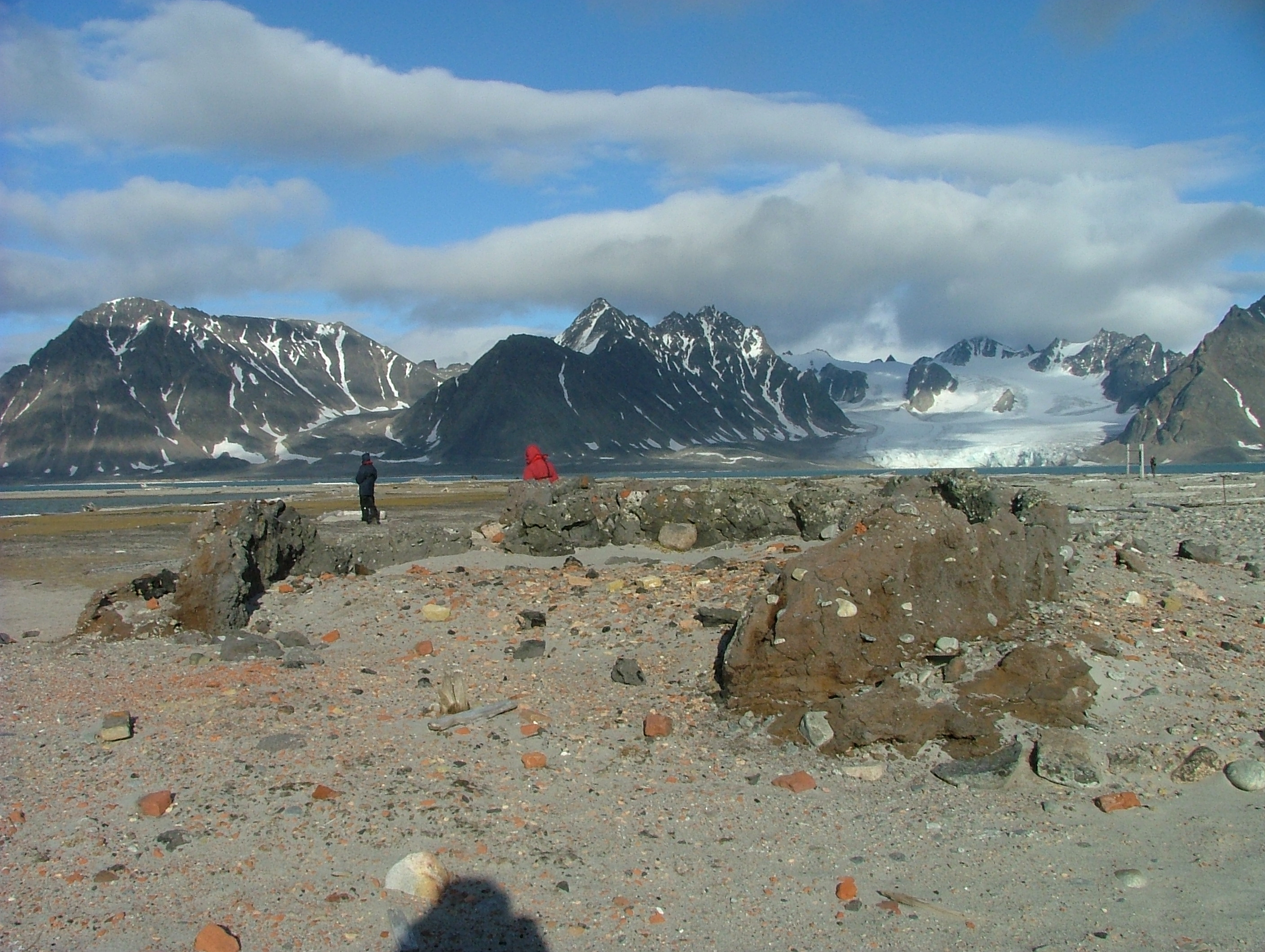
Smeerenburg
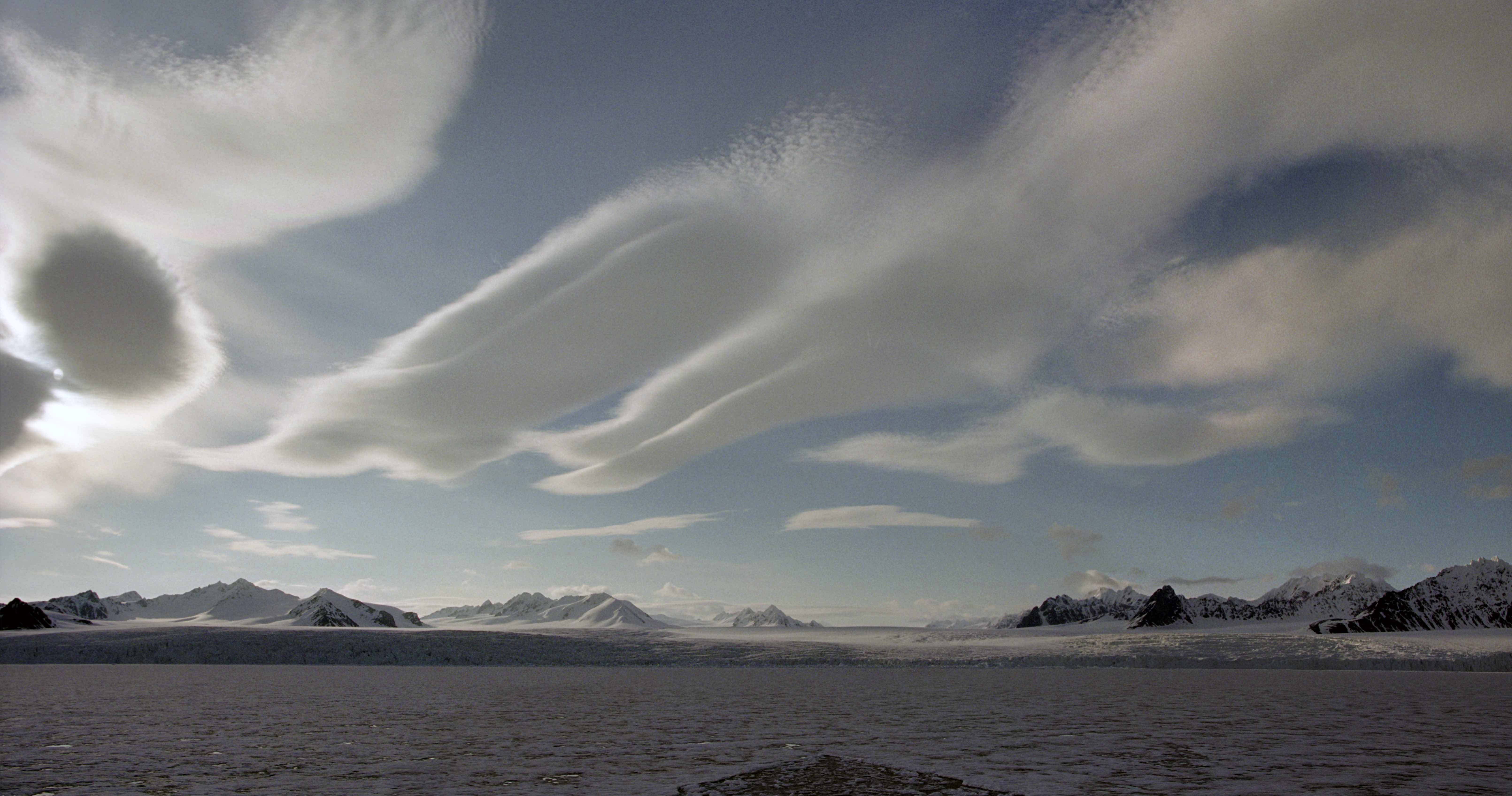
Lilliehöökfjorden
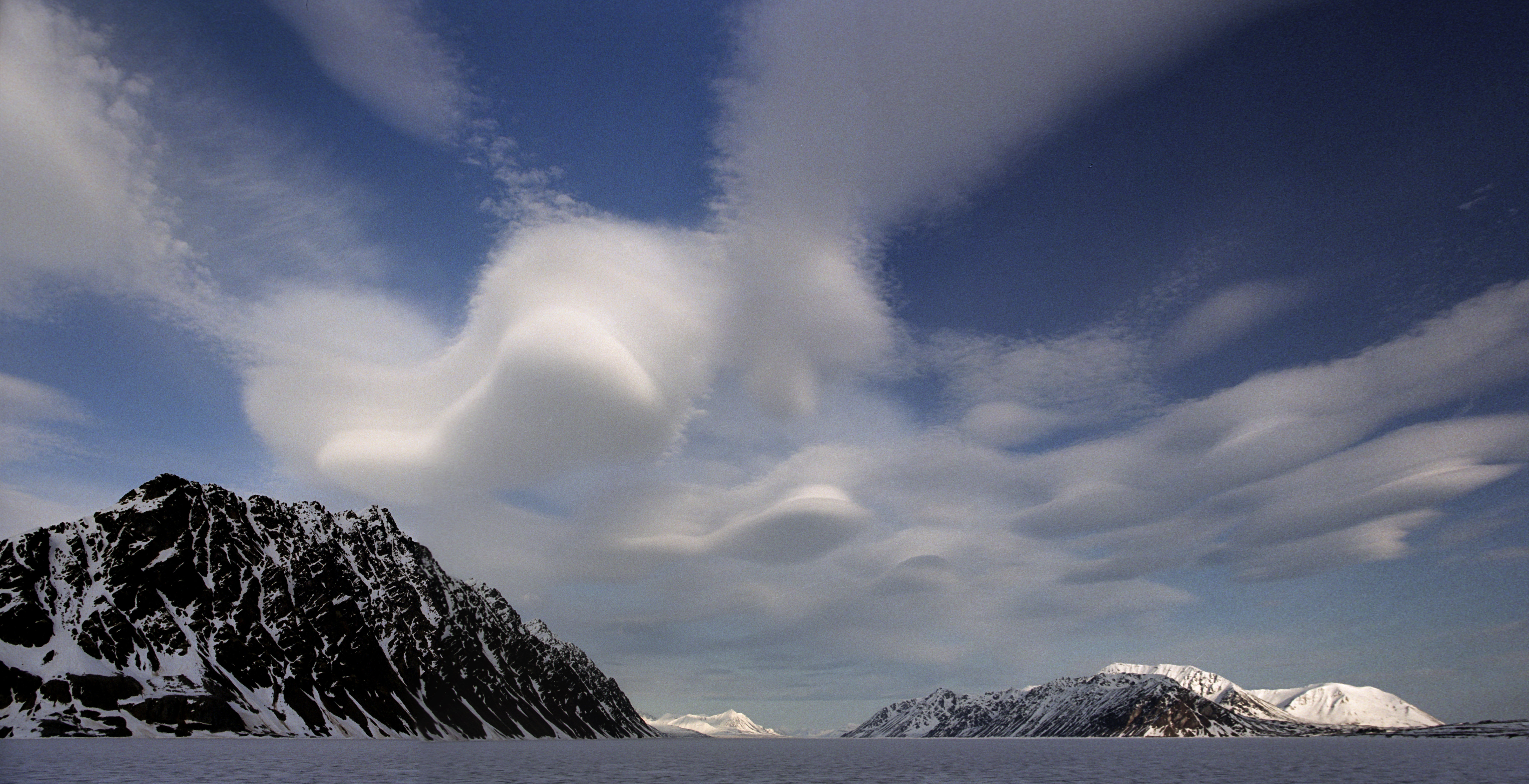
Lilliehöökfjorden
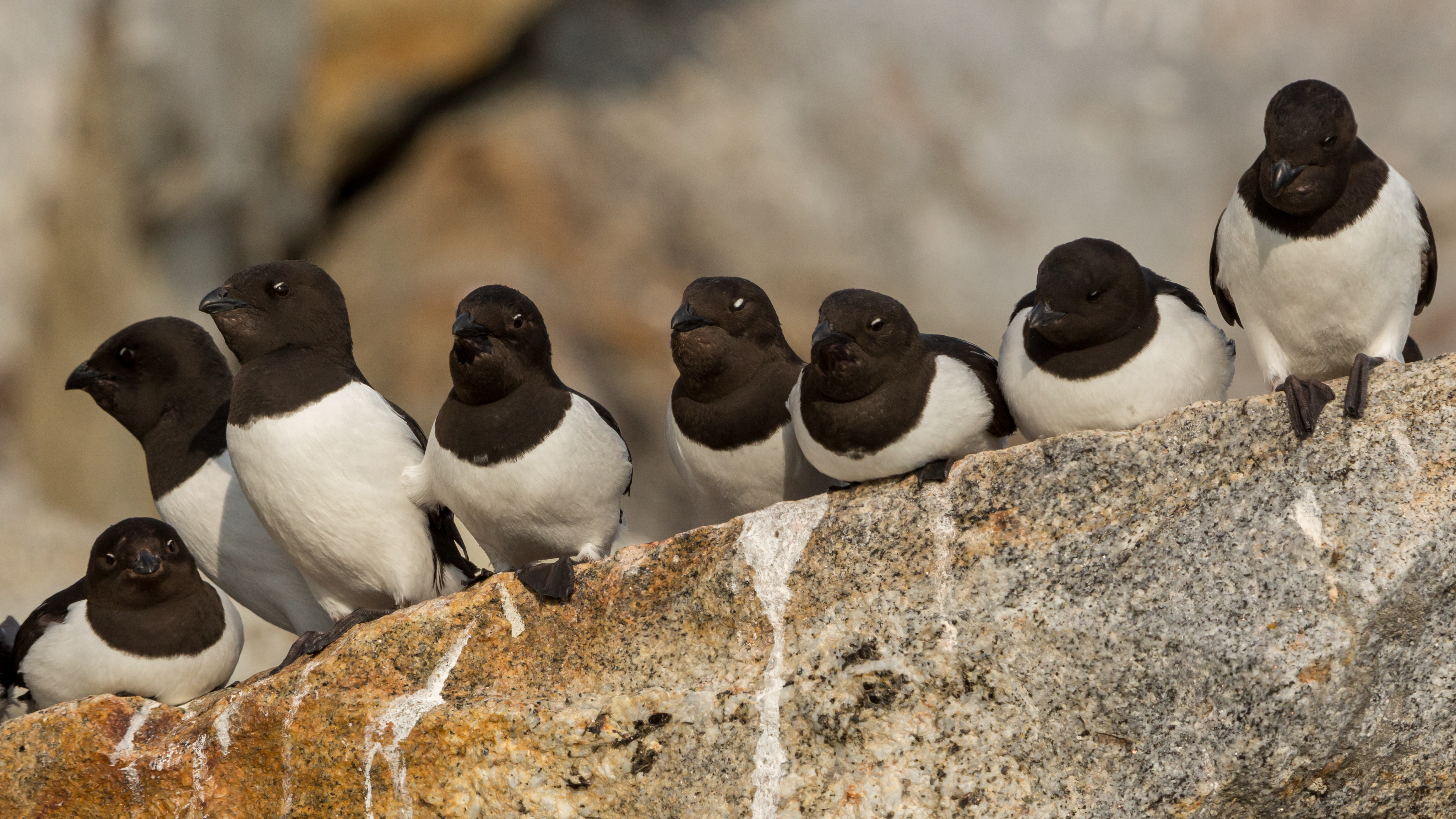
Krabbentaucher auf Fuglesongen